# 여수구봉중학교
여수구봉중학교(麗水九鳳中學校)는 대한민국 전라남도 여수시 국동에 있는 공립 중학교이다.

## 학교 연혁
- 1971년 3월 6일 : 초대 김수철 교장 취임
- 1971년 3월 9일 : 여수구봉중학교로 개교
- 2025년 1월 9일 : 제52회 졸업 104명 (총 졸업생수 20,489명)
- 2025년 3월 1일 : 제22대 임대환 교장 부임

## 참고 자료
- 여수구봉중학교 - 한국교육학술정보원 학교알리미